# Beyond Hell/Above Heaven
Albums de Volbeat
Guitar Gangsters and Cadillac Blood
(2008) Live from Beyond Hell/Above Heaven
(2011)
Singles
1. Fallen
Sortie : 9 août 2010
2. The Mirror and the Ripper
Sortie : 4 novembre 2010
3. Heaven Nor Hell
Sortie : 4 novembre 2010
4. 16 Dollars
5. A Warrior's Call

Beyond Hell/Above Heaven est le quatrième album du groupe danois de heavy metal Volbeat, publié le 10 septembre 2010.
Cinq singles sont extraits de l'album : Fallen, The Mirror and the Ripper, Heaven Nor Hell, 16 Dollars et A Warrior's Call. Il se classe 1er des charts album au Danemark, en Finlande et en Suède.
L'album est disque de platine au Danemark et disque d'or en Autriche, Allemagne, Finlande et en Suède.
Michael Poulsen explique que le titre de l'album "est une façon de dire aux gens que nous n'appartenons ou ne croyons ni au paradis, ni à l'enfer. Que si nous allons en l'enfer, nous en ferons un paradis, et que si nous allons au paradis, nous en ferons un enfer. Le paradis et l'enfer sont des choses que nous créons dans nos esprits et nos démons personnels s'en nourrissent".
Le titre A Warrior's Call en vedette sur l'album est écrit pour le boxeur danois Mikkel Kessler. À noter que la piste Evelyn contient des parties grunt, éléments tout nouveaux dans la musique de Volbeat.
Michael Poulsen révèle également à propos des invités sur l'album : «Je suis très très fier d'avoir ces bons messieurs avec moi, car ils m'inspirent beaucoup depuis longtemps».

## Liste des chansons
Toute la musique est composée par Poulsen, Larsen, Kjølholm & Gottschalk.
| No  | Titre                                                                                      | Durée |
| --- | ------------------------------------------------------------------------------------------ | ----- |
| 1.  | The Mirror and the Ripper                                                                  | 4:01  |
| 2.  | Heaven Nor Hell (avec Henrik Hall de Love Shop)                                            | 5:23  |
| 3.  | Who They Are                                                                               | 3:42  |
| 4.  | Fallen                                                                                     | 5:01  |
| 5.  | A Better Believer                                                                          | 3:25  |
| 6.  | 7 Shots (avec Mille Petrozza de Kreator et Michael Denner de Mercyful Fate / King Diamond) | 4:45  |
| 7.  | A New Day                                                                                  | 4:07  |
| 8.  | 16 Dollars (avec Jakob Oelund de Taggy Tones)                                              | 2:49  |
| 9.  | A Warrior's Call                                                                           | 4:24  |
| 10. | Magic Zone                                                                                 | 3:52  |
| 11. | Evelyn (avec Mark "Barney" Greenway de Napalm Death)                                       | 3:30  |
| 12. | Being 1                                                                                    | 2:22  |
| 13. | Thanks                                                                                     | 3:43  |

## Charts
| Chart (2010) | Position |
| ------------ | -------- |
| Danemark     | 1        |
| Finlande     | 1        |
| Suède        | 1        |
| Autriche     | 2        |
| Allemagne    | 3        |
| Suisse       | 7        |
| Europe       | 8        |
| Norvège      | 8        |
| Pays-Bas     | 8        |
| Belgique     | 29       |
| Grèce        | 34       |